# A Worcester Ladymass
A Worcester Ladymass is een muziekalbum van Trio Mediaeval.
De titel wijst erop dat A Worcester Ladymass een mis is geschreven voor kerken in Worcester (Engeland). Dat is echter niet juist. A Worchester Ladymass is een werk dat is samengesteld aan de hand van teruggevonden stukken muziek. De teruggevonden manuscripten waren in eerste instantie bedoeld voor monniken in waarschijnlijk de 13e en 14e eeuw die verbleven in de Benedictijner Abbey of St. Mary’s in Worcester. Echter met de komst van Hendrik VIII van Engeland en de daarmee gepaard gaande overgang naar het anglicisme werden de manuscripten voor andere zaken gebruikt, zoals het samenbinden van manuscripten die nog wel de goedkeuring hadden. Op een gegeven moment kwam het idee dat al die losse fragmenten wellicht bij elkaar pasten, ze werden bekend onder de titel Worchester Fragments. Muziekstudies hebben echter aangetoond dat door de structuur van de polyfonie de stukken niet in één tijdperk te plaatsen zijn; het blijft dus een losse verzameling.
Anderzijds passen de stukken in verschillende stijlen binnen de polyfonie bij elkaar en het Trio Mediaevel met hun medewerkster Nicky Losseff wisten ze zo te rangschikken dat een Mis ontstond. Het ontbrak hun aan een Credo. Ze vroegen de componist van moderne muziek Gavin Bryars om een dergelijk zangstuk te componeren; hij leverde daarbij nog een Benedicamus Domino als afsluiting. Bryars is gespecialiseerd in “oude muziek” in nieuwe vorm en dus vallen de nieuwe stukken uit 2008 nauwelijks op tussen de oude.
Trio Mediaevel vatte het werk als volgt samen: het zijn stukken die (toen) niet voor ons geschreven konden zijn (het trio bestaat uit drie vrouwen), die niet bedoeld waren om buiten het klooster gezongen te worden; die nooit in onderstaande volgorde gezongen zouden worden en die zeker niet via geluidsstudio-opnamen over het gehele wereld zouden zwerven. Ladymass verwijst niet naar de drie zangeressen, maar naar de Maagd Maria, naamdrager van het klooster.     

## Musici
- Anna Maria Friman
- Linn Andrea Fuglseth
- Torunn Ostrem Ossum.

## Muziek
| Nr. | Titel                          | Duur |
| --- | ------------------------------ | ---- |
| 1.  | Salve sancta parens            | 4:01 |
| 2.  | Kyrie                          | 7:34 |
| 3.  | Gloria                         | 3:25 |
| 4.  | Monda Maria                    | 2:37 |
| 5.  | Sponsa rectoris omnium         | 2:04 |
| 6.  | O sponsa Dei electra           | 1:24 |
| 7.  | O Maria virgo pia              | 1:57 |
| 8.  | Benedicta / Virgo Dei genitrix | 2:51 |
| 9.  | Credo                          | 5:14 |
| 10. | Felix namque                   | 1:35 |
| 11. | Salve rosa florum              | 1:31 |
| 12. | Grata iuvencula                | 1:45 |
| 13. | Inviolata integra mater        | 2:29 |
| 14. | De supernis sedibus            | 1:58 |
| 15. | Dulciflua tua memoria          | 1:30 |
| 16. | Sanctus                        | 2:19 |
| 17. | Agnus Dei                      | 3:34 |
| 18. | Beata viscera                  | 0:52 |
| 19. | Alma Dei genitrix              | 0:53 |
| 20. | Benedicamus Domino             | 1:19 |